# 여거
여거(呂據, ? ~ 256년 10월 8일)는 중국 삼국 시대 동오의 관료로, 자는 세의(世議)이며, 예주 여남군 세양현 사람이다.

## 행적
여범의 차남이다.
아버지로 인해 낭(郞)이 되었으며, 아버지가 병으로 몸져눕자 부군교위(副軍校尉)가 되어 군사를 통괄했다. 아버지가 죽자 안군중랑장(安軍中郞長)이 되었다. 자주 산월을 토벌하여 두각을 나타내었다. 황룡 3년(231년) 반준의 오계만 토벌에 종군하여 공을 세웠다.
적오 4년(241년), 주연을 따라, 번성 공격에서는 주이와 함께 성의 바깥 수비를 깼고, 돌아와서는 편장군이 되었다. 궁정으로 들어와 마한우부독(馬閑右部督), 월기교위(越騎校尉)가 되었다.
적오 13년(250년), 위나라의 양주자사 문흠이 거짓 투항을 하여 밀서를 주이에게 주자, 주이가 이를 의심하여 손권에게 말했고, 손권은 이를 받아들여 여거에게 2만 군사를 이끌고 주이와 협력하여 문흠을 맞이하게 하자, 문흠은 결국 투항하지 않았다. 태원 원년(251년) 8월 초하루에, 폭풍으로 인해 장강이 넘쳐 성문이 침수되었는데, 홀로 사람들을 부려 큰 배로 피해를 방지하려 한 것이 손권의 환심을 사 탕위장군(盪魏將軍)이 되었다.
손권이 중병에 빠지자 태자우부독(太子右部督)이 되었다. 태자 손량이 어리므로 손권에게서 대장군 겸 태자태부 제갈각과 중서령 겸 소부 손홍, 태상 등윤, 시중 손준과 함께 뒷일을 부탁받았고, 건흥 원년(252년), 손권이 죽고 태자가 즉위하고서는 우장군(右將軍)이 되었다.
이 해 11월, 위나라에서 대대적으로 오나라를 공격하여 제갈탄과 호준이 동흥을 공격했다. 여거는 정봉, 당자, 유찬(留贊)과 함께 제갈각의 지휘를 받아 위나라 군대를 막았고, 정봉이 선봉에 나서 위나라 군대를 무찌르자 후속으로 이르러 위나라 군대를 궤멸시켜, 공적을 올렸다. 건흥 2년(253년)에 손준이 제갈각을 죽인 후에는 표기장군이 되었고, 서궁의 일을 맡아보았다.
오봉 2년(255년), 위나라에서 관구검과 문흠이 반란을 일으키자, 이 틈을 타 출병한 승상 손준에게서 가절을 받아 함께 손준, 좌장군 유찬(留贊)과 함께 수춘을 습격했으나, 문흠이 패배하고 제갈탄이 수춘성에 입성하자 손준이 공격을 포기하여 원정은 실패했다. 돌아오면서는 추격해 온 위나라 장수 조진(曹珍)을 고정(高亭)에서 무찔렀다.
태평 원년(256년), 손준의 명령으로 정북대장군 문흠, 거기장군 유찬(劉纂), 진남장군 주이(朱異), 전장군 당자와 함께 선발대로 위나라를 침공하여 강도에서 회수, 사수로 들어가고자 했다. 손준은 여거의 진영에 들어와 군대를 시찰하고, 여거 군이 정돈된 것을 보고 불쾌히 여기며 진영을 떠났다가, 얼마 못 가 죽었고, 손침이 손준을 대신했다. 여거는 매우 두려워하고 또 분노하여, 문흠, 당자 등의 장수들과 함께 공동으로 표를 올려 태상 등윤을 승상으로 천거했다. 마침 대사마 여대가 죽었는데, 손침은 등윤을 대사마로 삼아 무창으로 내보내버렸다. 여거는 회군하여, 등윤에게 사람을 보내 함께 손침을 폐하고자 했으나, 손침은 이를 알고 먼저 손을 썼다. 조서를 내려 문흠, 유찬, 당자에게 여거를 사로잡게 했고, 10월 정미일에는 종형 손헌(孫憲), 정봉, 시관(施寬) 등에게 서울의 군대를 이끌고 강도에서 배로 여거를 역격하게 했다. 신해일에 신주(新州)에서 사로잡했다. 주변에서 투항할 것을 권하자, "반신이 되는 것은 부끄러운 일이오."라고 하고 자살했다.

## 같이 보기
- 삼국지 인물 목록